# Golpe de Estado en Chile de 1932
El golpe de Estado de 1932 en Chile es una denominación que puede dársele a los golpes de Estado que ocurrieron en Chile en un solo año tras la caída, en 1931, del presidente de la República, General Carlos Ibáñez del Campo. El primero de ellos, también conocido como la Caída de Montero, fue una rebelión ocurrida el 4 de junio de 1932 con el objetivo de derrocar al Presidente Constitucional de la República, el radical Juan Esteban Montero. Luego de dicho acontecimiento se instaura la República Socialista de Chile, período que finaliza luego de la Caída de Dávila que fue un contragolpe de Estado ocurrido el 13 de septiembre de 1932.

## Antecedentes
Tras varios años concentrando el poder como ministro y presidente, Carlos Ibáñez del Campo renuncia a la alta magistratura de Chile. Tras asumir el poder Juan Esteban Montero, en calidad de Vicepresidente, el país se estabiliza políticamente, haciendo que la popularidad de Montero suba, hasta que en las elecciones de 1931 alcanzara un 64%.
La reputación de un gobierno que se veía favorable se despedazó con la crisis económica mundial que azotaba al país, dejándolo como el más afectado según la Sociedad de Naciones.
El descontento por un gobierno descontrolado y pasivo hizo que muchos sectores de la sociedad quisieran formar grupos con el único fin de terminar el gobierno de Montero, pero según algunas fuentes la crisis económica no era la única razón del golpe, sino también el que Montero se negó a hacer nuevas elecciones en el Congreso, siguiendo con un opositor Congreso Termal durante su gobierno, donde incluso el representante de su partido (el radical) Juan Antonio Ríos, estaba en contra de él. Según los dichos de Manuel Aránguiz Latorre en su libro 4 de junio, un llamado telefónico había dicho que un grupo de personas querían asesinar a Montero en el Salón Rojo donde el mandatario se reunía con sus invitados y amigos, nunca ocurrió.
El gobierno no prestaba importancia a los grupos, ya que como eran años difíciles la gente siempre rumoreaba sobre sublevaciones, revoluciones y golpes contra el gobierno, pero esta vez era más preocupante, ya que el gobierno tenía un escaso y casi nulo apoyo militar.
Luego de la Caída de Juan Esteban Montero los revolucionarios proclaman una República socialista, pero que no logró grandes resultados, haciendo que se retiraran muchos y queda Dávila solo, tras esto y sin lograr nada el Comodoro Arturo Merino Benítez, intenta sublevarse, Dávila viendo que su gobierno corría peligro y que se hallaba en una situación parecida a la de su predecesor logra parar la sublevación pero renuncia dejando el poder en manos del general Bartolomé Blanche.

## La primera revolución
Tras unos rumores poco veraces, un grupo de socialistas y adictos a Ibáñez se acuartelan en la Base Aérea El Bosque con el fin de instaurar una nueva república. Tras esta situación, el presidente Juan Esteban Montero toma medidas para afianzar su permanencia en La Moneda hasta 1937.

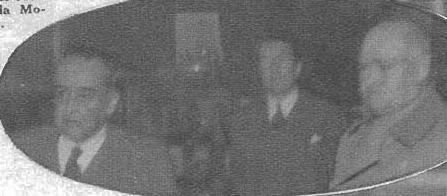
Momentos en que Juan Esteban Montero se retira del Palacio de la Moneda tras su caída, lo acompaña el General Carlos Vergara Montero (Montero a la izquierda).

Primero, nombra a la cabeza de la fuerza aérea al Comandante Ramón Vergara Montero tras no conseguir nada con Adirio Jessen Ahumada, decidió nombrar al comandante que lo había ayudado en la Sublevación de la Escuadra de 1931 y el hermano de su exministro Carlos Vergara Montero, pero su autoridad fue desobedecida, especialmente por los seguidores de Grove. Además, hasta la madrugada, convocó a una reunión urgente de importantes políticos del país que eran fieles a él y, por último, le pidió ayuda a Arturo Alessandri Palma, quien no consiguió un acuerdo con los revolucionarios y se negó aceptar la presidencia. Si bien no hubo grandes paralizaciones en el país, los adherentes a Montero iniciaron manifestaciones e incluso se quemó una bomba de bencina. La manifestación dejó un saldo de tres muertos y más de cincuenta heridos. Los rebeldes encabezados por Arturo Puga, Carlos Dávila, Eugenio Matte y Marmaduke Grove derrocaron a Montero al anochecer del 4 de junio de 1932. 
Dado que el gobierno carecía de suficiente apoyo político-civil o militar, el presidente no podía resistirse por la fuerza. Montero esperaba parlamentar con Grove o con algún revolucionario, pero estos le respondieron con un ultimátum.  Montero desalojó el palacio pasivamente con sus ministros del Estado y renunció tras una nerviosa entrevista. El ahora expresidente se dirigió al aeropuerto y viajó a Argentina.

## Acontecimientos

### La primera Junta Revolucionaria

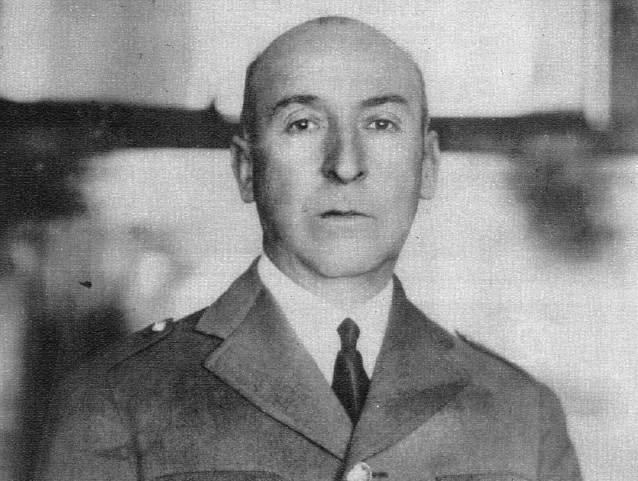
Coronel Marmaduke Grove, llamado a retiro por el Gobierno sería el inicio del Golpe de Estado.

La autodenominada Junta Revolucionaria tomaría posesión del gobierno el día sábado 4 de junio y sería depuesta solo doce días después por una segunda Junta, La primera Junta Revolucionaria estaba compuesta por:
- Eugenio Matte Hurtado
- General Arturo Puga
- Carlos Dávila

### Cronología
En el mes de marzo el coronel Marmaduke Grove había sido puesto al frente de la nueva Jefatura de Aviación por el ministro del Interior Marcial Mora y el Subsecretario de Aviación Ramón Vergara Montero. Previo al cambio del Ministro Mora, ya existían intenciones de dar un golpe de Estado al presidente Montero por fracciones davilistas entre los que se encontraba el propio Dávila, el comandante Pedro Lagos, Merino Benítez y otros. Existía un rumor en contra del gobierno de Montero en círculos sociales del descontento generalizado a la administración y en particular por la ineptitud de su gabinete.
El jueves 2 de junio en Valparaíso Bernardo Rioseco visita a Jorge Grove Vallejo, hermano del comandante Grove para informarle de un movimiento que pretendía derrocar al gobierno de Esteban Montero donde participarían el coronel Marmaduke Grove y elementos ibañistas. Jorge parte a Santiago para reunirse con hermano y advertirle la situación.
La tarde del jueves se reúnen en San Bernardo Eugenio Matte, el comandante Pedro Lagos, el comandante Leocardio Arcaya, el Mayor Hormazábal, Carlos Dávila y Marmaduke Grove en casa del comandante Pedro Lagos con el fin de unirse a las fuerzas ibañistas para derrocar al gobierno. Grove habría manifestado en contra de unirse a Dávila.
Había acuerdo de realizar una conspiración  partiendo por una reunión de generales en las oficinas del Inspector General del Ejército a las 10:00 del jueves 3 de junio y desde ahí visitarían al presidente Montero para advertirle que ante el ambiente adverso no contaría con el apoyo de las fuerzas armadas. Se realizaría un mitin organizado por parte de los civiles con el fin de reforzar estas decisiones. Al medio día se habría llamado a un paro general y los aviones de la fuerza área repartirían volantes. Pero la reunión de generales no se llevó a efecto, como tampoco el miting ni el sobrevuelo de aviones que habría anunciado el comandante Pedro Lagos.
A las 17:00 del viernes 3 el general Sáez llama al coronel Marmaduke Grove a su oficina para informarle que el gobierno esta en conocimiento del complot contra el gobierno. A las 18:00 el ministro de Defensa, Urrutia Manzano, pide la renuncia de Marmaduke Grove a cargo de la Dirección General de Aviación. el gobierno lo acusa de intento de conspiración, por la tarde circulaban rumores que las fuerzas armadas habrían complotado para instaurar una república socialista en Chile.
Por la tarde el ministro de Defensa ofrece la dirección General de Aviación al comandante Jessen quien rechaza el ofrecimiento y lo mismo ocurre con el comandante Diego Aracena. Mientras tanto, el capitán Pedro Zuloaga y el teniente Juan Lacassie subalternos de Grove organizan a los oficiales en la Base Área el Bosque.
A las 20:00 el ministro de Defensa deja a cargo de la Dirección de Aviación al comandante Vergara Montero y de esto notifican por escrito al comandante Grove quien se dirige a la Base Área El Bosque.
A las 21:45 en la Base Aérea El Bosque se realizan los preparativos para evitar el posible ataque de la Escuela de Infantería y se ordena patrullar las calles. Por la noche se realizan bloqueos de calles con adoquines, ladrillos y otros elementos en las calles del centro de Santiago.

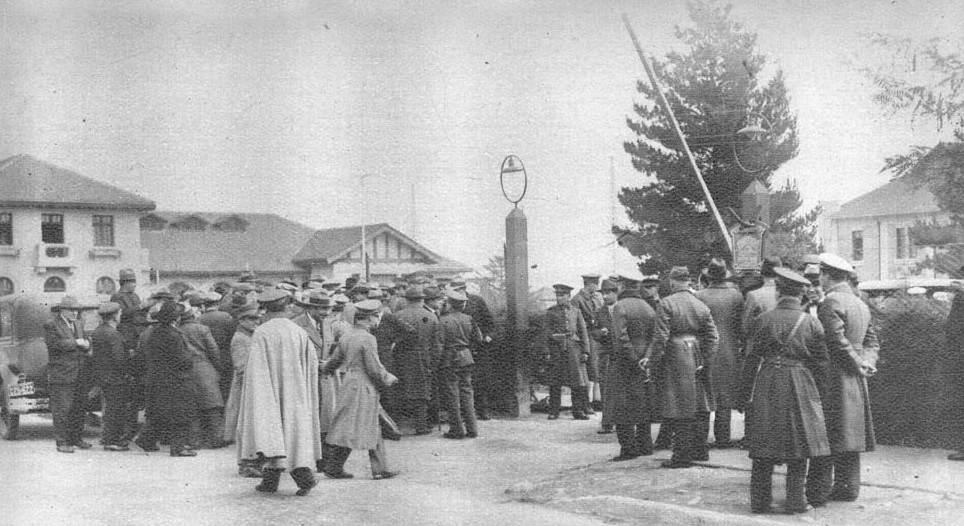
Militares se reúnen en la base aérea El Bosque San Bernardo

Siendo la 1:30 del sábado se realizan disparos al interior de la Base El Bosque debido a que el comandante Vergara Montero se hacía presente para tomar el mando de la Aviación quien fue repelido con disparos y luego apresado al interior de la base. El teniente Tobarías resulta herido en este hecho.
En la mañana del día sábado 4 de junio los diarios publican que había estallado este movimiento. La gente se informa por estas vías y sale a la calle. Se agolpa frente a la Intendencia en busca de información. En la plazuela, frente al Palacio de la Moneda, se reúnen las personas a favor del gobierno, Alameda y calles centrales. Cerca del medio día una muchedumbre se había concentrado en el centro de la ciudad. 

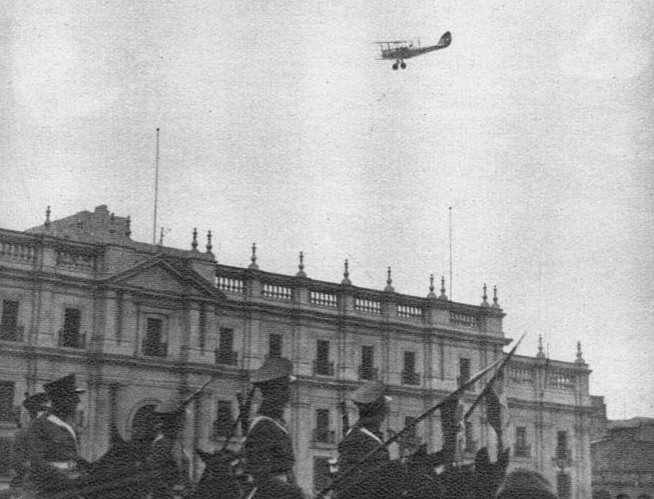
Aviones armados de la fuerza aérea sobrevuelan el Palacio de La Moneda tras ultimátum de la Junta Revolucionaria, abajo Carabineros defienden el Palacio

Las tropas de Carabineros resguardando al presidente constitucional se apostaron en la Plaza de la Libertad con metralletas para disuadir a la llegada del público a La Moneda y resguardar el orden.  Antes del mediodía la muchedumbre comienza a incendiar las bombas de bencina, carabineros hace disparos al aire para contener las agitaciones.

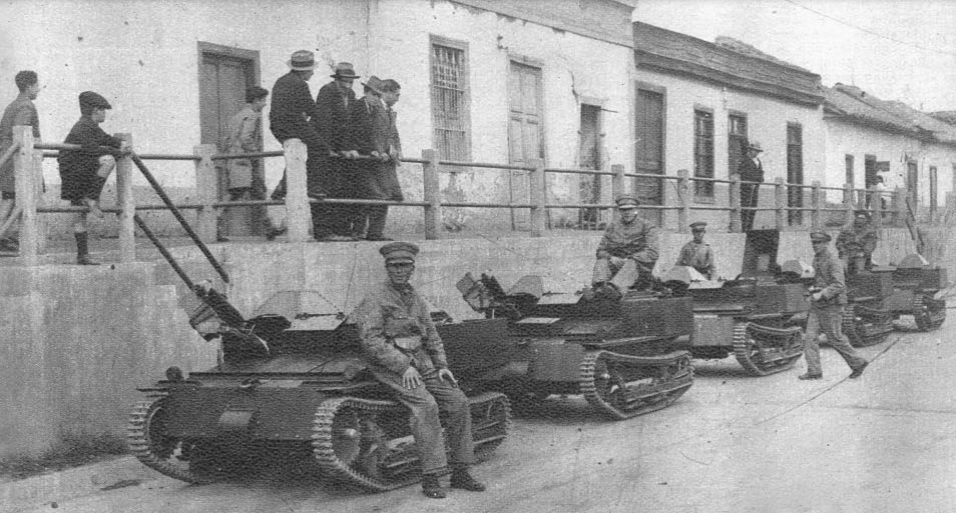
Tropas de la Escuela de Aplicación de Infantería del Ejército (actual Escuela de Infantería) esperando la orden para avanzar junto a sus tanquetas Carden Loyd en el paso bajo nivel La Polvareda.

En las primeras horas los tanques de la Escuela de Aplicación se acercan a la base aérea El Bosque, deteniéndose a 2 kilómetros de distancia y son advertido de ser bombardeados por la aviación. El comandante Pedro Lagos y el mayor Aurelio Concha se acercan a parlamentar con los oficiales de la fuerza aérea. Se reúnen con Marmaduke Grove y Lagos acuerda apoyar el golpe de Estado pero impone los nombres de Carlos Dávila y del general Arturo Puga para conformar la Junta de gobierno. Más tarde los regimientos Cazadores y Buin se suman a la aviación.
La Junta Revolucionaria da un ultimátum al gobierno y ordena al medio día que aviones armados con ametralladoras y bombas sobrevolar el palacio de La Moneda en pie de guerra. Uno de los aviones sobrevuela tan bajo que cortó algunos cables de teléfono causando la ansiedad del público apostado frente a la Moneda. Luego, los aviones reparten un “manifiesto de la Junta Revolucionaria” mientras un grupo de oficiales se reunían afuera del Ministerio de Guerra.
El presidente Esteban Montero cita a varios personajes públicos al palacio de La Moneda, entre ellos al Senador Joaquín Echeñique Vidal y el prosecretario del Senado Borja Cifuentes. También concurre El gobernador de la provincia de Santiago Bustamante. El Ministro del Interior Miguel Urrutia abandona La Moneda después de comentar la gravedad de los hechos con el presidente.
El Senador Aquiles Concha lee afuera del palacio un boletín del Senado que escrito semanas antes donde advertía al gobierno la necesidad de modificar su política.

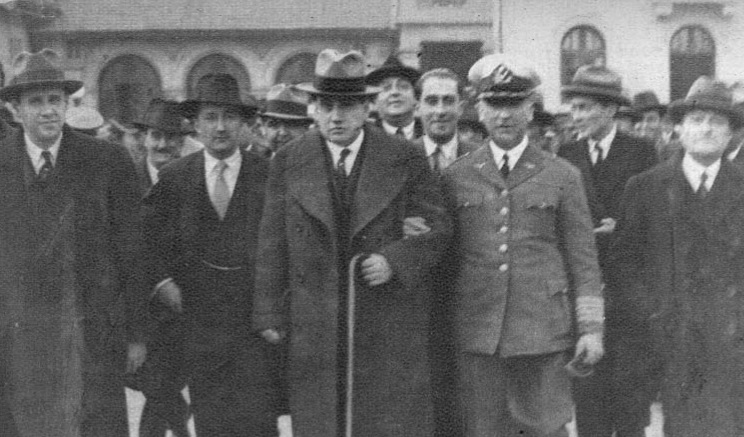
Arturo Alessandri junto a Marmaduke Grove saliendo de la Primera Conferencia en la base aérea El Bosque

El presidente cita a la Moneda a Arturo Alessandri y después de reunirse con Montero sale de La Moneda rumbo a la Base Aérea El Bosque en San Bernardo, se le encomienda la misión de llevar un mensaje y una propuesta a la autodenominada  Junta Revolucionaria que incluye hacer arreglos constitucionales en búsqueda de un entendimiento. Alessandri contacta a Gove a las 15:00 antes de trasladarse.
Se realiza una Primera Conferencia en las dependencias del casino de la Escuela de Aviación no se llegó a ningún acuerdo debido a que la Junta Revolucionaria estaba empecinada en establecer una República Socialista, Alessandri no logra un acuerdo satisfactorio.
San Bernardo estaba en manos de las fuerzas armadas, frente a la Base área El Bosque soldados se instalaron sobre los techos de las casas con ametralladoras, carros de asalto de la Escuela de Aplicación de Infantería se apostaron en el camino entre San Bernardo y Santiago a la espera de órdenes para avanzar sobre La Moneda, mientras el curso de alférez de la Escuela Militar acampa al interior de la base aérea. Por su parte oficiales de la escuela de aviación realizan control a los vehículos que se desplazaban en los alrededores. La tropa de la aviación es armada con carabinas antes de desplazarse hacia Santiago. Se apuestan militares en todos los cruces y puntos estratégicos entre Santiago y San Bernardo para realizar control de los vehículos.

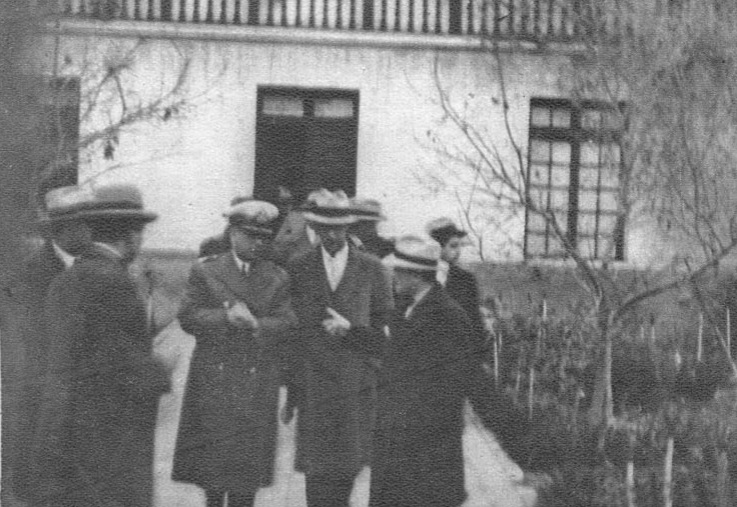
Eugenio Matte H y Carlos Dávila saliendo de la Segunda Conferencia realizada en La Cisterna

Por la tarde se realiza Alessandri contacta nuevamente a Grove para una Segunda Conferencia, esta vez en la casa del capitán Pedro Álvarez Salamanca en la Gran Avenida, sector Lo Ovalle en La Cisterna. Después de una hora de espera Alessandri no llega a la cita. En esta segunda conferencia se toma la decisión de avanzar hacia La Moneda el día domingo en la mañana. En esta segunda conferencia participan entre otros: Carlos Dávila, Arturo Merino Benítez, Eugenio Matte Hurtado, el coronel Marmaduke Grove, el general Arturo Puga, además de algunos aviadores y oficiales del ejército.
Sin embargo, horas más tarde y de regreso en la Base El Bosque se realiza nuevamente un último acuerdo entre los miembros de la Junta y se resuelve avanzar con las tropas que estaban apostadas hacia la Moneda esa misma tarde a las 18:00.
Regimiento de Infantería N°1 se desplaza hacia Santiago a tomarse el palacio de La Moneda, mientras las tropas del Regimiento N°3 “Yungay” requisan las góndolas y taxibuses del transporte público para trasladar las tropas hacia La Moneda siendo la primera unidad de que ingresa a La Moneda.

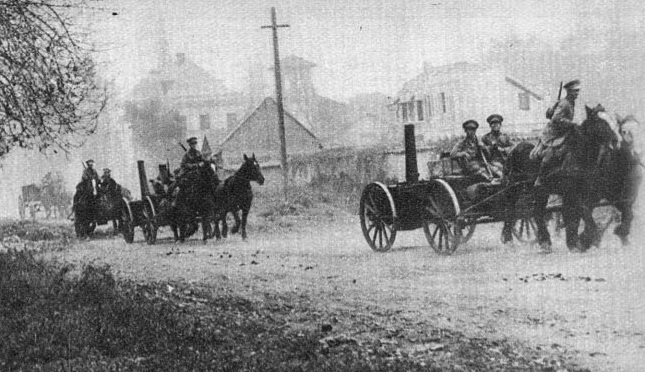
Infantería se moviliza desde San Bernardo hacia La Moneda en Santiago

La llegada a la Moneda no estuvo exenta de conflictos con Carabineros quienes impidieron el paso de vehículos y personas hacia el palacio. Los Miembros de la Junta llegan a las 18:15.
Por la tarde el presidente Montero espera a los miembros de la llamada Junta Revolucionaria en su despacho en el palacio de La Moneda. Al no contar con el apoyo del ejército y viendo su imposibilidad de gobernar el presidente Montero entrega el gobierno.
Siendo las 11:45 y tras entregar el poder a la Junta el presidente Montero abandonó el palacio de La Moneda por la puerta lateral de calle Morandé. luego se dirige a la Legación de la República Argentina.

### Conformación del gabinete
El día domingo 5 de junio la Junta Revolucionaria cita a los medios al palacio de La Moneda y ese día se hace toma de juramento a los nuevos ministros:
- Marmaduke Grove, Ministro de Defensa y jefe del movimiento
- Arturo Puga, Ministro del Interior y presidente de la Junta
- Oscar Schnake Vergara, Secretario de la Junta de Gobierno
- Nolasco Cárdenas, Ministro de Agricultura.
- Ramón Álvarez, Subsecretario del Trabajo.
- Víctor Navarrete, Ministro de Fomento.
- Carlos Alberto Martínez, Ministro de Tierras y Colonización.
- Luis Barriga Errázuriz, Ministro de Relaciones.
- Pedro Fajardo, Ministro de Justicia.
- Alfredo Lagarrigue, Ministro de Hacienda.
- Dr. Oscar Cifuentes, Ministro de Bienestar Social.

## Las Revoluciones posteriores

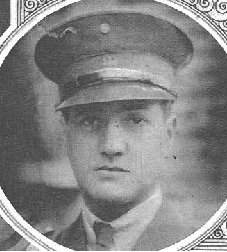
El Comandante Ramón Vergara Montero, asumió la Cabeza de la Fuerza Aérea tras la sustitución del Comodoro Jessen Ahumada, no logró sus cometidos, fue uno de los colaboradores militares de Juan Esteban Montero, ayudándolo para la Sublevación de la Escuadra.

Luego de esto se proclama una República Socialista de Chile, con medidas sociales, pero con problemas internos.
Carlos Dávila, uno de los líderes golpistas tiene grandes problemas con Marmaduke Grove y con Eugenio Matte, arrestándolos y enviándolos al exilio, disolviendo al poco tiempo la República Socialista de Chile.
Tras la disolución de la junta, como en el gobierno anterior poco veraces comentarios empiezan a correr la voz de que Dávila sólo ganaba tiempo para instaurar en el gobierno nuevamente al alicaído Carlos Ibáñez del Campo, ya que Dávila era un ferviente seguidor del exgobernante militar, en junio Ibáñez regresa a Chile y visita a Dávila, pero la ciudadanía rechaza la visita e Ibáñez regresa al exilio por encontrar poco apoyo.
Dávila se autoproclama Presidente provisional de la República, pero ya no era apoyado por casi nadie, su gobierno corría peligro, tanto así que el 13 de septiembre, tras 101 días de gobierno el Comodoro del Aire Arturo Merino Benítez, intenta sublevarse contra Dávila, y con gran apoyo, pero en la ciudad de Ovalle es detenido. Ante este hecho, Dávila toma en cuenta la situación y renuncia exiliándose en Estados Unidos, deja el cargo de Presidente Provisional a su Ministro del Interior, el General de División Bartolomé Blanche, a este se le sublevan dos importantes divisiones del ejército (Antofagasta y Concepción), las cuales eran apoyados por la ciudadanía, este movimiento cívico-militar exige el retorno inmediato a la normalidad institucional, la cual es un imperativo y que la situación política ya estaba normalizada por lo que los militares ya debían volver a sus cuarteles a sus actividades profesionales, dejadas de lado en este período de inestabilidad, el General Blanche, viendo que no tiene apoyo político, social, económico ni militar decide renunciar, entregando el poder al Presidente de la Corte Suprema de Justicia don Abraham Oyanedel, quien tranquiliza al país llamando a elecciones donde triunfa el expresidente Arturo Alessandri, dando fin a este extraño período de la historia de Chile, donde se sucedieron golpes de Estado, confabulaciones palaciegas, traiciones y una efímera República socialista.